# Hannoverscher Sportverein von 1896 1973-1974
Questa voce raccoglie le informazioni riguardanti l'Hannoverscher Sportverein von 1896 nelle competizioni ufficiali della stagione 1973-1974.

## Stagione
Nella stagione 1973-1974 l'Hannover, allenato da Hannes Baldauf e Fiffi Kronsbein, concluse il campionato di Bundesliga al 18º posto. In Coppa di Germania l'Hannover fu eliminato ai quarti di finale dal Bayern Monaco.

## Rosa
| N. |                     | Ruolo | Calciatore              |
| -- | ------------------- | ----- | ----------------------- |
|    | Germania (bandiera) | P     | Reinhard Dittel         |
|    | Germania (bandiera) | P     | Franz-Josef Pauly       |
|    | Germania (bandiera) | D     | Peter Anders            |
|    | Germania (bandiera) | D     | Jürgen Bandura          |
|    | Germania (bandiera) | D     | Hans-Herbert Blumenthal |
|    | Germania (bandiera) | D     | Georg Damjanoff         |
|    | Germania (bandiera) | D     | Karlheinz Höfer         |
|    | Germania (bandiera) | D     | Rainer Stiller          |
|    | Germania (bandiera) | D     | Wolfgang Thiele         |
|    | Germania (bandiera) | D     | Bernd Vesely            |
|    | Germania (bandiera) | C     | Ludwig Denz             |

| N. |                      | Ruolo | Calciatore          |
| -- | -------------------- | ----- | ------------------- |
|    | Germania (bandiera)  | C     | Karl-August Herbeck |
|    | Germania (bandiera)  | C     | Rolf Kaemmer        |
|    | Germania (bandiera)  | C     | Gerd Kasperski      |
|    | Germania (bandiera)  | C     | Roland Peitsch      |
|    | Germania (bandiera)  | C     | Hans Siemensmeyer   |
|    | Germania (bandiera)  | A     | Claus Brune         |
|    | Danimarca (bandiera) | A     | Peter Dahl          |
|    | Germania (bandiera)  | A     | Eckhard Deterding   |
|    | Germania (bandiera)  | A     | Willi Reimann       |
|    | Germania (bandiera)  | A     | Roland Stegmayer    |
|    | Germania (bandiera)  | A     | Bernd Wehmeyer      |

## Organigramma societario
Area tecnica
- Allenatore: Fiffi Kronsbein
- Allenatore in seconda:
- Preparatore dei portieri:
- Preparatori atletici:

## Calciomercato

### Sessione estiva
| Acquisti | Acquisti        | Acquisti           | Acquisti |
| R.       | Nome            | da                 | Modalità |
| -------- | --------------- | ------------------ | -------- |
| A        | Claus Brune     | Wuppertal          |          |
| A        | Peter Dahl      | Lierse             |          |
| D        | Georg Damjanoff | Arminia Bielefeld  |          |
| D        | Karlheinz Höfer | Schwarz-Weiß Essen |          |
| C        | Gerd Kasperski  | Arminia Bielefeld  |          |
| C        | Roland Peitsch  | Rot-Weiss Essen    |          |
| A        | Bernd Wehmeyer  | Arminia Bielefeld  |          |

| Cessioni | Cessioni               | Cessioni        | Cessioni |
| R.       | Nome                   | a               | Modalità |
| -------- | ---------------------- | --------------- | -------- |
| A        | Rolf Blau              | Preußen Münster |          |
| D        | Hans-Josef Hellingrath | Monaco 1860     |          |
| A        | Michael Krüger         | Hannover 96 II  |          |
| A        | Pedro Milasincic       | Preußen Münster |          |
| A        | Karl-Heinz Mrosko      | Monaco 1860     |          |
| C        | Peter Rühmkorb         | Preussen Hameln |          |

### Sessione invernale
| Acquisti | Acquisti | Acquisti | Acquisti |
| R.       | Nome     | da       | Modalità |
| -------- | -------- | -------- | -------- |

| Cessioni | Cessioni | Cessioni | Cessioni |
| R.       | Nome     | a        | Modalità |
| -------- | -------- | -------- | -------- |

## Risultati

### Bundesliga

#### Girone di andata
| Arbitro: | Linn |

|           |           |               |
| Dietz 64’ | Marcatori | 12’ Kasperski |

| Arbitro: | Bonacker |

|                                              |           |                         |
| Wehmeyer 8’, 38’ Stegmayer 30’ Damjanoff 56’ | Marcatori | 17’ Laumen 59’ Schwager |

| Arbitro: | Burgers |

|                                                        |           |             |
| Coordes 51’ Ettmayer 57’ Ohlicher 69’ Stickel 75’, 86’ | Marcatori | 71’ Peitsch |

| Arbitro: | Dittmer |

|                         |           |                         |
| Siemensmeyer 64’ (rig.) | Marcatori | 3’ Walitza 48’ Etterich |

| Arbitro: | Hilker |

|              |           |                                     |
| Memering 29’ | Marcatori | 10’, 48’ Kasperski 59’, 82’ Reimann |

| Arbitro: | Hennig |

|                        |           |                                 |
| Denz 35’ Kasperski 57’ | Marcatori | 24’ Theis 79’ Kostedde 83’ Held |

| Arbitro: | Seiler |

|                                             |           |                                        |
| Köppel 22’ Stielike 39’ Rupp 53’ Jensen 67’ | Marcatori | 6’ Peitsch 80’ Kasperski 82’ Deterding |

| Arbitro: | Hillebrand |

|                              |           |          |
| Reimann 11’ (rig.), 31’, 42’ | Marcatori | 65’ Roth |

| Arbitro: | Riegg |

|                                  |           |                          |
| Anders 73’ (aut.) Zimmermann 89’ | Marcatori | 2’ Stegmayer 22’ Reimann |

| Arbitro: | Schmoock |

|               |           |                             |
| Kasperski 24’ | Marcatori | 20’ (aut.) Kaemmer 76’ Bast |

| Arbitro: | Waltert |

|                                       |           |                  |
| Gutzeit 16’ Hanisch 29’ Beer 56’, 71’ | Marcatori | 50’, 75’ Reimann |

| Arbitro: | Zuchantke |

|                  |           |             |
| Siemensmeyer 75’ | Marcatori | 83’ Pröpper |

| Arbitro: | Gabor |

|                               |           |             |
| Sobieray 20’ Fischer 51’, 81’ | Marcatori | 43’ Reimann |

| Arbitro: | Hilker |

|  |           |             |
|  | Marcatori | 63’ Schildt |

| Arbitro: | Haselberger |

|                     |           |  |
| Köhnen 50’ Geye 74’ | Marcatori |  |

| Arbitro: | Dittmer |

|            |           |            |
| Parits 26’ | Marcatori | 20’ Anders |

| Arbitro: | Aldinger |

|               |           |  |
| Stegmayer 57’ | Marcatori |  |

#### Girone di ritorno
| Arbitro: | Biwersi |

|                              |           |                        |
| Höfer 25’ Stiller 87’ (rig.) | Marcatori | 14’ Seliger 90’ Bücker |

| Arbitro: | Wichmann |

|                            |           |                    |
| Sandberg 3’ Toppmöller 31’ | Marcatori | 58’ (rig.) Stiller |

| Arbitro: | Siepe |

|                               |           |  |
| Reimann 7’, 90’ Kasperski 45’ | Marcatori |  |

| Arbitro: | Klauser |

|                                 |           |                    |
| Balte 29’ Fechner 58’ Majgl 81’ | Marcatori | 40’ (aut.) Galeski |

| Arbitro: | Weyland |

|                           |           |                        |
| Reimann 16’ Kasperski 18’ | Marcatori | 35’ Krobbach 48’ Heese |

| Arbitro: | Nickel |

|                               |           |                  |
| Ritschel 62’ Schmidradner 83’ | Marcatori | 54’ Siemensmeyer |

| Arbitro: | Riegg |

|  |           |                        |
|  | Marcatori | 7’ Jensen 25’ Heynckes |

| Arbitro: | Linn |

|                                                               |           |             |
| Breitner 12’ Beckenbauer 55’ Müller 75’ Hansen 76’ Hoeneß 77’ | Marcatori | 74’ Reimann |

| Arbitro: | Biwersi |

|                  |           |           |
| Siemensmeyer 43’ | Marcatori | 53’ Neues |

| Arbitro: | Seiler |

|                 |           |             |
| Bast 31’ (rig.) | Marcatori | 89’ Kaemmer |

| Arbitro: | Aldinger |

|                                                 |           |           |
| Damjanoff 43’ Höfer 47’ Siemensmeyer 77’ (rig.) | Marcatori | 65’ Brück |

| Arbitro: | Tschenscher |

|                           |           |               |
| Pröpper 71’ Neuberger 84’ | Marcatori | 66’ Stegmayer |

| Arbitro: | Aldinger |

|  |           |            |
|  | Marcatori | 40’ Scheer |

| Arbitro: | Wichmann |

|                                   |           |                                        |
| Thygesen 70’ Görts 82’ Ohling 85’ | Marcatori | 2’ Kasperski 23’ Kaemmer 39’ Stegmayer |

| Arbitro: | Dreher |

|             |           |                       |
| Reimann 57’ | Marcatori | 9’ Kriegler 68’ Budde |

| Hannover 11 maggio 1974, ore 15:30 CET 33ª giornata | Hannover 96 | 0 – 0 referto | Eintracht Francoforte | Niedersachsenstadion (10 000 spett.)\| Arbitro: \| Weyland \| |
| Arbitro:                                            | Weyland     |               |                       |                                                               |

| Arbitro: | Messmer |

|                       |           |             |
| Müller 7’ Overath 30’ | Marcatori | 84’ Reimann |

### Coppa di Germania
| Arbitro: | Messmer |

|                    |           |                                                      |
| Stiller 51’ (aut.) | Marcatori | 12’ Damjanoff 77’ Stegmayer 80’ Wehmeyer 89’ Stiller |

| Colonia 19 dicembre 1973, ore CET Ottavi di finale | Fortuna Colonia | 0 – 0 (d.t.s.) referto | Hannover 96 | Südstadion (4 000 spett.)\| Arbitro: \| Linn \| |
| Arbitro:                                           | Linn            |                        |             |                                                 |

| Arbitro: | Grether |

|                        |           |  |
| Denz 15’ Stegmayer 67’ | Marcatori |  |

| Arbitro: | Hennig |

|                      |           |                                |
| Müller 24’, 35’, 71’ | Marcatori | 75’ Siemensmeyer 80’ Kasperski |

## Statistiche

### Statistiche di squadra
| Competizione      | Punti | In casa | In casa | In casa | In casa | In casa | In casa | In trasferta | In trasferta | In trasferta | In trasferta | In trasferta | In trasferta | Totale | Totale | Totale | Totale | Totale | Totale | DR  |
| Competizione      | Punti | G       | V       | N       | P       | Gf      | Gs      | G            | V            | N            | P            | Gf           | Gs           | G      | V      | N      | P      | Gf     | Gs     | DR  |
| ----------------- | ----- | ------- | ------- | ------- | ------- | ------- | ------- | ------------ | ------------ | ------------ | ------------ | ------------ | ------------ | ------ | ------ | ------ | ------ | ------ | ------ | --- |
| Bundesliga        | 22    | 17      | 5       | 5       | 7       | 25      | 23      | 17           | 1            | 5            | 11           | 25           | 43           | 34     | 6      | 10     | 18     | 50     | 66     | -16 |
| Coppa di Germania | -     | 1       | 1       | 0       | 0       | 2       | 0       | 3            | 1            | 1            | 1            | 6            | 4            | 4      | 2      | 1      | 1      | 8      | 4      | +4  |
| Totale            | 22    | 18      | 6       | 5       | 7       | 27      | 23      | 20           | 2            | 6            | 12           | 31           | 47           | 38     | 8      | 11     | 19     | 58     | 70     | -12 |

### Andamento in campionato
| Giornata  | 1 | 2 | 3  | 4  | 5 | 6  | 7  | 8 | 9  | 10 | 11 | 12 | 13 | 14 | 15 | 16 | 17 | 18 | 19 | 20 | 21 | 22 | 23 | 24 | 25 | 26 | 27 | 28 | 29 | 30 | 31 | 32 | 33 | 34 |
| --------- | - | - | -- | -- | - | -- | -- | - | -- | -- | -- | -- | -- | -- | -- | -- | -- | -- | -- | -- | -- | -- | -- | -- | -- | -- | -- | -- | -- | -- | -- | -- | -- | -- |
| Luogo     | T | C | T  | C  | T | C  | T  | C | T  | C  | T  | C  | T  | C  | T  | T  | C  | C  | T  | C  | T  | C  | T  | C  | T  | C  | T  | C  | T  | C  | T  | C  | C  | T  |
| Risultato | N | V | P  | P  | V | P  | P  | V | N  | P  | P  | N  | P  | P  | P  | N  | V  | N  | P  | V  | P  | N  | P  | P  | P  | N  | N  | V  | P  | P  | N  | P  | N  | P  |
| Posizione | 8 | 5 | 11 | 13 | 9 | 10 | 11 | 9 | 10 | 12 | 15 | 15 | 17 | 17 | 17 | 17 | 17 | 16 | 16 | 16 | 16 | 16 | 17 | 17 | 17 | 17 | 18 | 16 | 17 | 18 | 18 | 18 | 18 | 18 |

Legenda:

Luogo: C = Casa; T = Trasferta. Risultato: V = Vittoria; N = Pareggio; P = Sconfitta.

### Statistiche dei giocatori
| Giocatore       | Bundesliga | Bundesliga | Bundesliga  | Bundesliga | Coppa di Germania | Coppa di Germania | Coppa di Germania | Coppa di Germania | Totale   | Totale | Totale      | Totale     |
| Giocatore       | Presenze   | Reti       | Ammonizioni | Espulsioni | Presenze          | Reti              | Ammonizioni       | Espulsioni        | Presenze | Reti   | Ammonizioni | Espulsioni |
| --------------- | ---------- | ---------- | ----------- | ---------- | ----------------- | ----------------- | ----------------- | ----------------- | -------- | ------ | ----------- | ---------- |
| P. Anders       | 30         | 1          | 3           | 0          | 4                 | 0                 | 0                 | 0                 | 34       | 1      | 3           | 0          |
| J. Bandura      | 19         | 0          | 1           | 0          | 0                 | 0                 | 0                 | 0                 | 19       | 0      | 1           | 0          |
| H. Blumenthal   | 12         | 0          | 0           | 0          | 1                 | 0                 | 0                 | 0                 | 13       | 0      | 0           | 0          |
| C. Brune        | 0          | 0          | 0           | 0          | 0                 | 0                 | 0                 | 0                 | 0        | 0      | 0           | 0          |
| H. Busse        | 0          | 0          | 0           | 0          | 0                 | 0                 | 0                 | 0                 | 0        | 0      | 0           | 0          |
| P. Dahl         | 8          | 0          | 0           | 0          | 2                 | 0                 | 0                 | 0                 | 10       | 0      | 0           | 0          |
| G. Damjanoff    | 25         | 2          | 4           | 0          | 3                 | 1                 | 0                 | 0                 | 28       | 3      | 4           | 0          |
| L. Denz         | 32         | 1          | 5           | 0          | 4                 | 1                 | 0                 | 0                 | 36       | 2      | 5           | 0          |
| E. Deterding    | 5          | 1          | 1           | 0          | 0                 | 0                 | 0                 | 0                 | 5        | 1      | 1           | 0          |
| R. Dittel       | 15         | 0          | 0           | 0          | 0                 | 0                 | 0                 | 0                 | 15       | 0      | 0           | 0          |
| K. Herbeck      | 11         | 0          | 1           | 0          | 3                 | 0                 | 0                 | 0                 | 14       | 0      | 1           | 0          |
| K. Höfer        | 22         | 2          | 1           | 0          | 3                 | 0                 | 0                 | 0                 | 25       | 2      | 1           | 0          |
| R. Kaemmer      | 29         | 2          | 0           | 0          | 2                 | 0                 | 0                 | 0                 | 31       | 2      | 0           | 0          |
| G. Kasperski    | 29         | 9          | 2           | 0          | 1                 | 1                 | 0                 | 0                 | 30       | 10     | 2           | 0          |
| H. Kulik        | 0          | 0          | 0           | 0          | 0                 | 0                 | 0                 | 0                 | 0        | 0      | 0           | 0          |
| W. Lex          | 0          | 0          | 0           | 0          | 0                 | 0                 | 0                 | 0                 | 0        | 0      | 0           | 0          |
| H. Meyer        | 0          | 0          | 0           | 0          | 0                 | 0                 | 0                 | 0                 | 0        | 0      | 0           | 0          |
| F. Pauly        | 19         | 0          | 0           | 0          | 4                 | 0                 | 0                 | 0                 | 23       | 0      | 0           | 0          |
| R. Peitsch      | 21         | 2          | 0           | 0          | 4                 | 0                 | 0                 | 0                 | 25       | 2      | 0           | 0          |
| W. Reimann      | 30         | 15         | 4           | 0          | 3                 | 0                 | 0                 | 0                 | 33       | 15     | 4           | 0          |
| H. Siemensmeyer | 31         | 5          | 9           | 0          | 4                 | 1                 | 0                 | 0                 | 35       | 6      | 9           | 0          |
| R. Stegmayer    | 32         | 5          | 1           | 0          | 4                 | 2                 | 0                 | 0                 | 36       | 7      | 1           | 0          |
| R. Stiller      | 29         | 2          | 2           | 0          | 4                 | 1                 | 0                 | 0                 | 33       | 3      | 2           | 0          |
| G. Thaler       | 0          | 0          | 0           | 0          | 0                 | 0                 | 0                 | 0                 | 0        | 0      | 0           | 0          |
| W. Thiele       | 0          | 0          | 0           | 0          | 0                 | 0                 | 0                 | 0                 | 0        | 0      | 0           | 0          |
| B. Vesely       | 0          | 0          | 0           | 0          | 0                 | 0                 | 0                 | 0                 | 0        | 0      | 0           | 0          |
| B. Wehmeyer     | 22         | 2          | 0           | 0          | 2                 | 1                 | 0                 | 0                 | 24       | 3      | 0           | 0          |